# Kazimierz Popielski
Kazimierz Popielski (ur. 26 czerwca 1935 w Nowym Mieście Lubawskim) – polski psycholog, psychoterapeuta ksiądz, profesor doktor habilitowany, doktor honoris causa, od 1994 do 2010 roku kierownik Katedry Psychoterapii i Psychologii Zdrowia KUL. Jest kontynuatorem myśli V. Frankla, z którym łączyła go nie tylko sfera zawodowa, ale także przyjaźń.
- Wprowadził Logoterapię (logoterapia), tj. III Wiedeński Kierunek Psychoterapii na grunt psychologii polskiej. Twórca koncepcji Noetycznego wymiaru osobowości oraz koncepcji Noo-psychosomatyki.
- Jego koncepcja wywarła ogromy wpływ na rozwój polskiego personalizmu. Jest kontynuatorem idei twórcy III Wiedeńskiego Kierunku w Psychoterapii: Logoterapii i Analizy Egzystencjalnej V.E. Frankla. W wypowiedzi podsumowującej sympozjum (KUL, 1994) Viktor Emil Frankl nazwał go współtwórcą tego kierunku. Nooteoria i Nooterapia jest kontynuacją i psychologicznym jego rozwinięciem.
- Jest członkiem (w tym założycielem) trzech międzynarodowych towarzystw psychoterapeutycznych: 
  - 1) Deutsche Gesellschaft fur Logotherapie und Existenzanalyse, Monachium
  - 2) Arzltiche Gesellschaft fur Psychoterapie, Wiedeń
  - 3) Osterreichische Gesellschaft Logotherapie und Existenzanalyse Wiedeń. Członek Polskiego Towarzystwa Psychologicznego

## Życiorys
W 1969 ukończył studia psychologiczne w KUL. W roku 1975 uzyskał stopień doktora nauk społecznych w zakresie psychologii na podstawie dysertacji: „Analiza procesu przystosowania na przykładzie badań wybranych grup studentów”. W latach 1978–79 rozpoczął studia w Uniwersytecie Wiedeńskim: „Logoterapia i psychoterapia” u prof. V. E. Frankla, oraz psychologię kliniczną u prof. E. Ringla – I semestr. W drugim semestrze został stypendystą w Max-Planck-Institut für Psychiatrie (Abt.Psychologie) gdzie prowadził badania nad skutkami stresu i sposobami radzenia sobie z nim. Na Uniwersytecie w Monachium – podjął studium diagnostyki psychologicznej pod okiem Prof.Schneewinda, oraz praktykę logoterapeutyczną w Süddeutsche Institut für Logotherapie. W latach 1970/71 rozpoczął pracę w Katedrze Psychologii Klinicznej i Osobowości KUL. Prowadził zajęcia z diagnostyki psychologicznej, poradnictwa psychologicznego, ćwiczenia z psychologii osobowości i proseminarium, a także wykłady oraz proseminarium z psychoterapii i psychologii zdrowia. Od roku 1994 objął kierownictwo Katedry Dynamiki Grupowej i Psychoterapii KUL, która w 1995 roku została przemianowana na Katedrę Psychoterapii i Psychologii Zdrowia. Wymienioną Katedrą kieruje do chwili obecnej. W roku 1993 uzyskał stopień doktora habilitowanego na podstawie rozprawy pt.: „Noetyczny wymiar osobowości". W roku akademickim 1995/96 został mianowany profesorem w Instytucie Psychologii KUL. W latach 1993/94 przebywał w USA w: Catholic University of America (CUA) w Washingtonie, Institute of Logotherapy w Berkeley oraz Institute of Cognitive Psychotherapy w Filadelfii – u profesora A. Becka. W ośrodkach tych odbył praktykę kliniczną i prowadził badania z zakresu logoterapii, psychosomatyki i psychologii egzystencjalno-kognitywnej. Od 1995 roku jest profesorem Psychologii egzystencjalnej - Logoterapii w Uniwersytecie w Trnavie (Słowacja). Od 1999 roku członek Rady Wydziału Nauk Humanistycznych Uniwersytetu w Trnavie. Od 2000 r. jest w stałej współpracy z Instytutem społeczno-ekonomicznych spraw ludności przy Rosyjskiej Akademii Nauk w Moskwie. W latach 1996–1999 sprawował stanowisko Kierownika Instytutu Psychologii KUL, również w roku 1999 objął funkcję Kierownika Studiów Wieczorowych z Psychologii KUL.
Prowadzi wykłady na uniwersytetach zagranicznych:
Waszyngton: Georgetown University, Filadelfia: Catholic University of Washington. Hamburg, Mu, Innsbruck, Berlin, Brno, Freiburg, Wiedeń, Rzym: Castel Gandolfo, Praga, Trnawa, Bratysława.

## Obszar szczególnych zainteresowań
Problematyka psychologicznej analizy poczucia sensu życia oraz struktury, dynamiki i preferencji wartości. Główna dziedzina badań: psychoterapia, osobowości, psychologia zdrowia, logoterapia, psychologia egzystencjalno-kognitywna, noo-psychosomatyka.

## Wybrane publikacje
- K. Popielski (Redaktor numeru) (1982). Zdrowie psychiczne. Nr 1-2, PTHP (Rok XXIII).
- K. Popielski (1987). Człowiek - pytanie otwarte. RW KUL, Lublin (Redaktor i autor 8 artykułów).
- K. Popielski (1991). Analiza poczucia sensu życie. Test Noo-dynamiki - T.N-D. Lublin.
- K. Popielski (1993/I, 1994/II). Noetyczny wymiar osobowości. RW KUL, Lublin.
- K. Popielski (1996). Człowiek - Wartości - Sens. Lublin. (Redaktor i autor 8 artykułów).
- K. Popielski (2001). K psychológii osobného subjektu. (W kierunku psychologii podmiotu osobowego). Lublin - Trnava (redaktor i autor 3 artykułów).
- K. Popielski (2004). Noo-logoterapia. Elementy wprowadzenia. Lublin - Kielce.
- K. Popielski (2005). Noetická dimenzia osobnosti. Psychologická analýza pocitu zmyslu života. Wyd. UT - VEDY (Slovenskej akadémie vied), Trnava.

Książki w druku:
- K. Popielski (2007). Wartości w życiu. Wyd. Uniwersyteckie KUL. Lublin
- K. Popielski (2007). (red.) Wartości dla życia. Wyd. Uniwersyteckie KUL. Lublin
- K. Popielski (2007). Noo-psychosomatyka: człowiek między rozwojem integralnym a dehumanizacją. Wyd. Uniwersyteckie KUL. Lublin
- K. Popielski (2007). Psychologia egzystencji. Wyd. Uniwersyteckie KUL. Lublin

Autor i twórca testów psychologicznych:
- K. Popielski (1989). Test Noodynamiki (T.N-D)
- K. Popielski (1990). Skala Objawów Noo-psychosomatycznych (SO NPS)
- K. Popielski (1991). Skala Preferencji Wartości (SPW)
- K. Popielski (2006). Test Noo-dynamiki egzystencji (T. N-DE. I.)
- K. Popielski (2006). Test Noo-dynamiki egzystencji (T. N-DE. II.) (wersja skrócona)

## Szczególne wyróżnienia
- Złota Odznaka Polskiego Towarzystwa Higieny Psychicznej (Warszawa)
- Jubileuszowa Złota Odznaka Polskiego Towarzystwa Pedagogicznego (Poznań 1999)
- Krzyż Kawalerski Orderu Odrodzenia Polski (2000)[1]
- Wielka Nagroda Miasta Wiednia im. Viktora E. Frankla („Der Grosse Preis des Viktor E. Frankl - Fonds der Stadt Wien"). 17.10.2001.
- Doctor Honoris Causa-Trnawski Uniwersytet w Trnavie (Słowacja). 12.11.2001.
- Medal Ogińskiej za zasługi Humanizacji Nauki. Siedlce 2003.